# Chevalley–Iwahori–Nagatas sats
Inom matematiken är Chevalley–Iwahori–Nagatas sats ett resultat som säger att om en linjär algebraisk grupp G verkar linjärt på ett ändligdimensionellt vektorrum V, då är avbildningen från V/G till spektret av ringen av invarianta polynom en isomorfi om denna ring är ändligtgenererad och alla banor av G på V är slutna. Satsen är uppkallad efter Claude Chevalley, Nagayoshi Iwahori och Masayoshi Nagata.